# Idioma caquinte
El idioma caquinte (o kakinte y también poyenisati) es una lengua originaria de América hablada por centenares de aborígenes de diferentes grupos étnicos del Perú. Lingüísticamente, el caquinte es parte de la rama campa de las lenguas arawak meridionales. Las lenguas más cercanamente emparentadas son: el asháninka del río Tambo y el machiguenga del río Urubamba.
La lengua se habla a largo de los ríos Poyeni, Mayapo, Picha, Yori, Tambo, Agueni y Tsoyeni, con algunos hablantes más en áreas a lo largo de los ríos Cepa, Sensa y Vitiricaya. Las principales comunidades son Kitepampani, Sensa y Taini en el distrito de megantoni(Provincia de La Convención, Departamento de Cusco) y en la comunidad Tsoroja en el distrito de río Tambo (provincia de Satipo, departamento de Junín).
La georreferencia de las principales comunidades es:
Quitepampani 11.550188° sur, 73.30027° oeste
Tsoroja 11.451509° sur, 73.550513° oeste
Taini 11.577254° sur, 73.403437° oeste
Estas comunidades tienen cinco poblados anexos: San Luis de Corinto, Oni 311-Mancoriari, Pueblo de Dios de Maseca y Mashiia. Los anexos son caseríos o grupos locales de familias cuyo asentamiento o reasentamientos responden a los patrones de movilidad del pueblo. 
Las comunidades y asentamientos caquinte están sobre un corredor de dos tributarios de los ríos Tambo y Urubamba: el Poyeni y el Huipaya, respectivamente. Son comunidades típicamente interfluviales, y proubicación en las cabeceras de los ríos, han vivido aisladas durante mucho tiempo, lo que explica el mantenimiento de ciertos rasgos lingüísticos muy propios y diferenciación muy clara con sus vecinos del suroeste, los machiguenga y los del noreste lo asháninka.